# Dragiša Cvetković
Dragiša Cvetković (en serbio cirílico Драгиша Цветковић; Niš, 15 de enero de 1893-París, 18 de febrero de 1969) fue un político serbio y primer ministro de Yugoslavia y, en varias ocasiones, alcalde de Niš, actualmente en Serbia.

## Comienzos
Cvetković nació en Niš, su padre se llamaba Jovan y era originario de Dadinca en Vlasotince Zojice Steriadis y su madre se llamaba Cincarka. Su padre tomó parte en la guerra serbo-turca y en las guerras balcánicas y en la Primera Guerra Mundial alcanzó el grado de teniente coronel.
Dragiša Cvetković también participó en la Guerra de los Balcanes. Durante un tiempo vivió en Suiza y Francia, donde atendió heridos serbios, estudió medicina y tecnología. Él terminó sus estudios de Derecho en Subotica.
Viniendo de Europa occidental, Cvetković vio la necesidad de reformas en Serbia, sobre todo en el campo. Esto lo pone de manifiesto a través de sus discursos y documentos de la Asamblea, donde luchó por la solución de los problemas sociales, salarios mínimos, convenios colectivos, reducción de impuestos o del endeudamiento de los agricultores. Fue un crítico  acerbo de los empresarios, trató de acortar las horas de trabajo, limitar el trabajo infantil y aumentar los beneficios para los discapacitados. Construyó gran cantidad de residencias para estos y creó oficinas de empleo.

## Alcalde de Niš y fundador de la JRZ
Durante tres legislaturas fue alcalde de su ciudad natal. Se lo nombró ministro de Religiones en 1928. Al proclamarse la dictadura real el 6 de enero de 1929 perdió ambos puestos. Comenzó una publicación que, al criticar la dictadura, fue prohibida y le supuso el arresto.
Formó parte de los políticos que en 1934 crearon la Unión Radical Yugoslava (JRZ) que ganó las elecciones al año siguiente y que agrupada a cierta parte de la oposición a la dictadura.
Tras estas elecciones volvió a ocupar el cargo de alcalde de Niš y fue nombrado presidente del grupo parlamentario de la JRZ, ministro de Política Social y Salud Pública y, brevemente, viceministro de Justicia. Todos estos cargos los desempeñó en los gobiernos de Milan Stojadinović, entre 1935 y 1939.

## En la Unión de Trabajadores Yugoslavos
En 1936 funda, junto con Mihom Kreka, el sindicato de trabajadores yugoslavos (JUGORAS) uniendo las secciones de trabajadores de la Unión Radical Yugoslava (JRZ). Milan Stojadinović fue elegido presidente del nuevo sindicato, mientras la dirección quedaba en manos de Dragiša Cvetković. El principal objetivo del nuevo sindicato era la cooperación con los empleadores y el Gobierno y acabar con los movimientos sindicales de izquierda.
Sirvió en calidad de ministro de Política Social en el gabinete de Milan Stojadinović.

## El acuerdo con la oposición croata
Cvetković participó en la defenestración de Milan Stojadinović, que fue retirado del gobierno por el regente Pablo a comienzos de 1939: fue uno de los cinco ministros que, al cesar, precipitaron la crisis gubernamental que permitió apartarlo de la presidencia. Le sucedió al frente del gobierno y logró alcanzar al fin un acuerdo con la oposición croata, que entró en el gobierno. Este había sido el objetivo principal del cambio de primer ministro y la tarea a la que se había consagrado Cvetković por encargo del regente desde febrero. En abril, el regente había frustrado un primer acuerdo. Sin embargo, las negociaciones habían continuado durante el verano y concluido con el acuerdo del 20 de agosto, publicado seis días más tarde.
Este pacto, conocido como Sporazum entre el dirigente del principal partido croata y cabecilla de la oposición al Gobierno, Vladko Maček, y Dragiša Cvetković, agrupó los territorios de mayoría croata en una nueva provincia, la Banovina de Croacia, pocos días antes del estallido de la Segunda Guerra Mundial.

## Acercamiento a la URSS y amenaza italiana
Las relaciones con la Unión Soviética habían sido malas en el periodo de entreguerras pero, ante la posibilidad de un próximo ataque italiano a Yugoslavia, comenzó un acercamiento entre las dos naciones en el otoño de 1939. En marzo de 1940, el ministro de Asuntos Exteriores comenzó los contactos con Moscú a través de Ankara. En abril comenzaron las conversaciones comerciales que produjeron un acuerdo el 11 de mayo de 1940. Poco después, el 24 de junio de 1940, se establecieron relaciones diplomáticas.
A finales de abril de 1940, Italia comenzó a preparar un plan de ataque contra Yugoslavia, pero Hitler se opuso a él en abril y mayo, prefiriendo mantener el país controlado económicamente. Desde octubre de 1939, un acuerdo comercial había puesto la economía yugoslava al servicio del Eje.

## El Pacto Tripartito y la caída del poder

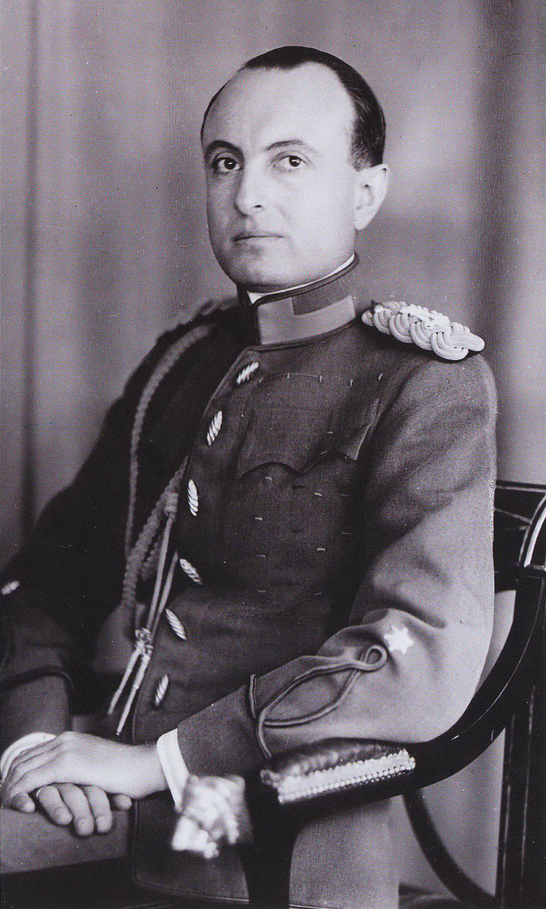
El regente Pablo Karađorđević, que nombró a Cvetković primer ministro en sustitución de Stojadinović, demasiado cercano al Eje.

En 1940 firmó dos decretos antisemitas, que fueron publicadas en Belgrado ("Boletín Oficial" del 5 de octubre) y Zagreb (Gaceta Oficial, 9 de noviembre).
Dragiša con el ministro de Asuntos Exteriores Aleksandar Cincar-Marković se desplazó a Alemania el 13 de febrero de 1941 donde negociaron con el ministro de Asuntos Exteriores alemán Von Ribbentrop y Hitler, rechazando su firma en nombre de Yugoslavia al Pacto Tripartito, alegando que él no estaba autorizado para hacerlo.
Unas semanas más tarde, el 25 de marzo de 1941, tras la decisión del Consejo de la Corona, Dragiša Cvetković, el ministro de Asuntos Exteriores Cincar-Marković y el ministro de Asuntos Exteriores alemán Von Ribbentrop firmaban en el Palacio Belvedere en Viena un protocolo sobre la adhesión de Yugoslavia al Pacto Tripartito. Su objetivo principal por parte de los yugoslavos era evitar la entrada en la guerra del país. La firma se produjo bajo la presión del Consejo Real y del regente príncipe Pablo Karađorđević que también deseaba preservar la neutralidad de Yugoslavia en el conflicto bélico que se estaba desarrollando.
Dos días después, el 27 de marzo, un grupo de oficiales organizó un golpe militar, derrocó al Gobierno, detuvo a Cvetković y otros ministros y proclamó mayor de edad al rey Pedro. Cvetković fue pronto liberado de la cárcel.
Al entrar los alemanes en Belgrado, se le exigió colaborar con los invasores, pero él se negó y se retiró a Niska Banja. La corte huyó del país el 16 de abril, refugiándose en Gran Bretaña. Dragiša Cvetković recibió la oferta de convertirse en primer ministro de la Serbia ocupada, que no aceptó. Desde Niš, ayudó al movimiento de Draža Mihajlović.

## Exilio
Las autoridades ocupantes lo detuvieron en dos ocasiones y lo trasladaron al campo de Banjica, donde pasó unos dos meses y medio. Huyó a Bulgaria en septiembre de 1944 y de allí pasó a Turquía, territorio neutral. De Estambul se trasladó a Roma y París.
Después de la guerra, por decisión del Comité Estatal de la Yugoslavia comunista, Dragiša Cvetković fue declarado enemigo de la nación y criminal de guerra, cargos que nunca se probaron.
Durante su estancia en el extranjero, Cvetković reclamó la formación de equipos de expertos en los Balcanes para determinar si la firma del Pacto Tripartito había sido una traición o un intento honorable para evitar la ocupación que acabó con 1,8 millones yugoslavos durante la guerra.
Dragiša vivió en París hasta su muerte en  1969. Fue enterrado en la parte serbia de un cementerio militar cerca de París, junto a las tumbas del general Petar Živković y Bogoljub Jevtić.

## El cuestionamiento de las acciones de Cvetković
La asamblea de la ciudad de Niš aprobó en 2007 el cambio de nombre de una calle en honor a Dragiša Cvetković.
El tribunal de distrito de Niš decidió, el 25 de septiembre de 2009, la rehabilitación de Dragiša Cvetković, revocando la decisión de la Comisión Estatal de la República Democrática Federal de Yugoslavia, del 15 de septiembre de 1945.
| Predecesor: Milan Stojadinović | Primer ministro del Reino de Yugoslavia 1939 - 1941 | Sucesor: Dušan Simović |